# Provincia di Taguzgalpa
La Provincia di Taguzgalpa era la denominazione di un territorio dell'Impero spagnolo all'interno della giurisdizione della Reale Audiencia di Guatemala. Il suo territorio si estendeva dall'est di Trujillo lungo la costa caraibica dell'attuale Honduras fino al fiume Wanki, e includeva tutta la costa caraibica dell'attuale Nicaragua fino al fiume San Juan. Confondeva a nord con la Provincia di Honduras, a sud con la Provincia di Costa Rica, a est con il Mar dei Caraibi e a ovest con la Provincia di Nicaragua.